# Gáti István (operaénekes)
Gáti István (Budapest, 1948. november 29. –) Liszt Ferenc-díjas magyar operaénekes (bariton). Legemlékezetesebb alakításait Mozart-operáiban nyújtotta. Színpadi visszavonulása óta szak- és műfordítással foglalkozik. Felesége Takács Mária szopránénekesnő.

## Élete
Különösebb előképzettség nélkül lett 1967-ben a Zeneakadémián Révhegyi Ferencné tanítványa. Még főiskolásként, 1971-ben debütált a budapesti Operaházban Zuniga (Bizet: Carmen) szerepében. Az 1972–1973-as évadban a társulat ösztöndíjasa, 1973-tól 1996-ig rendes tagja. Több ősbemutatónak is részese volt itt: 1973-ban Szokolay Sándor Sámsonjának, 1978-ban Balassa Sándor Az ajtón kívül c. operájának, 1985-ben Bozay Attila Csongor és Tündéjének, 1987-ben ismét Szokolay műnek, az Ecce Homonak. Első éveiben sikerrel szerepelt nemzetközi énekversenyeken, melyek közül legjelentősebb az 1974-es salzburgi Mozart-verseny volt, s ez elindította európai karrierjét. 1986-tól szerepelt rendszeresen a bécsi Staatsoperben, ami 1991-ben tagjául szerződtette. A színpadi szerepléstől 2002-ben vonult vissza. Azóta szak- és műfordításokat készít.
Hangjának leginkább a Mozart- és bel canto-szerepek feleltek meg, de szerepei szinte a teljes baritonrepertoárra kiterjedtek. Gyakran szerepelt oratóriumszólistaként is.

## Szerepei
- Balassa Sándor: Az ajtón kívül – Ezredes
- Beethoven: Fidelio – Don Fernando
- Vincenzo Bellini: Az alvajáró – Alessio
- Charles Bizet: Carmen – Escamillo; Zuniga
- Bozay Attila: Csongor és Tünde – Balga
- Domenico Cimarosa: A karmester
- Manuel de Falla: Pedro mester bábszínháza – Don Quijote de la Mancha
- Gaetano Donizetti: A szerelmi bájital – Belcore
- Erkel: Hunyadi László – Czillei Ulrik
- Halévy: A zsidónő – Ruggiero
- Massenet: Werther – Albert
- Massenet: Heródiás – Vitellius
- Mozart: Figaro házassága – Figaro; Almaviva gróf
- Mozart: Don Juan – címszerep; Leporello; Masetto
- Mozart: Così fan tutte – Guglielmo
- Mozart: A varázsfuvola – Papageno; Öreg pap
- Muszorgszkij: Borisz Godunov – Rangoni; Mityuha
- Jacques Offenbach: Kékszakáll – Popolani
- Pergolesi: Az úrhatnám szolgáló – Uberto
- Pergolesi: A zenemester – Colagiani
- Prokofjev: Három narancs szerelmese – Leander
- Giacomo Puccini: Manon Lescaut – Lescaut hadnagy
- Puccini: Tosca – Scarpia báró; Cesare Angelotti
- Puccini: Bohémélet – Schaunard
- Puccini: Gianni Schicchi – Marco
- Ránki György: Pomádé király új ruhája – Mézesbábos
- Romhányi József: Eszterházi rögtönzés
- Gioachino Rossini: A török Itáliában – Szelim
- Rossini: Olasz nő Algírban – Haly
- Rossini: Hamupipőke – Dandini
- [Igor[ Stravinsky]]: A kéjenc útja – Nick Shadow
- Szokolay Sándor: Sámson – A király
- Szokolay Sándor: Ecce Homo – Jannakosz
- Szörényi Levente: „Fénylő ölednek édes örömében” – Ninsubur
- Verdi: A lombardok az első keresztes hadjáratban – Pirro
- Verdi: Aida – Amonasro
- Verdi: Simon Boccanegra – Paolo Albiani
- Verdi: A szicíliai vecsernye – Roberto
- Verdi: Don Carlos – Második flamand követ
- Verdi: Otello – Jago
- Wagner: Tannhäuser... – Biterolf
- Wagner: A nürnbergi mesterdalnokok – Konrad Nachtigall; Hermann Ortel
- Zoltán Pál: Andersen mesél – Hans Andersen

## Díjai
- a müncheni énekverseny különdíja (1971)
- a trevisói Toti dal Monte-énekverseny első díja (1973)
- a salzburgi Mozart-énekverseny első díja (1974)
- Liszt Ferenc-díj (1981)
- Érdemes művész (1989)

## Diszkográfia
(Csak a CD-n [is] megjelent felvételek)
Teljes operafelvételek
- Halévy: A zsidó nő - Ruggiero (Neil Shicoff, Regina Schörg, Soile Isokoski stb.; Bécsi Filharmonikus Zenekar, vez. Simone Young) (a Bécsi Áll. Opera 1998. okt. 23-ai előadásának felvétele) RCA [Sony] 74321 79596 2
- Liszt: Don Sanche - Alidor (Gérard Garino, Hamari Júlia stb.; Magyar Áll. Hangversenyzenekar, vez. Pál Tamás) Hungaroton HCD 12744-45
- Richard Strauss: Guntram - Robert (Reiner Goldberg, Tokody Ilona, Gregor József stb.; Magyar Állami Hangversenyzenekar, vez. Eve Queler) (1984) Sony 88697448162

Egyéb művek
- Händel: Brockes-passió HWV - Jézus (Martin Klietmann, Drew Minter, Zádori Mária stb.; Capella Savaria, vez. Nicholas McGegan) (1985) Hungaroton HCD 12734-36 és ugyanez Brilliant Classics 92003